# Celebration (album của Madonna)
Celebration là album tuyển tập thứ ba của ca sĩ người Mỹ Madonna, phát hành ngày 18 tháng 9 năm 2009 bởi Warner Bros. Records. Đây cũng là album cuối cùng của nữ ca sĩ hợp tác với hãng đĩa, sau khi cô ký kết một thỏa thuận 360 trị giá 120 triệu đô la trong mười năm với công ty giải trí Live Nation vào năm 2007, bao gồm tất cả những hoạt động kinh doanh liên quan đến âm nhạc như lưu diễn, kinh doanh hàng hóa và tài trợ liên quan. Celebration là tập hợp những đĩa đơn thành công nhất trong sự nghiệp của Madonna kể từ khi ký hợp đồng thu âm vào năm 1982, nằm trong mười một album phòng thu của cô và trải dài qua ba thập niên, từ đĩa nhạc đầu tay mang chính tên cô (1983) đến Hard Candy (2008). Ngoài ra, album còn bao gồm ba bài hát mới với phong cách âm nhạc dance-pop và electropop, được nữ ca sĩ kết hợp với một số nhà sản xuất như DJ Frank E và Paul Oakenfold.
Sau khi phát hành, Celebration nhận được những phản ứng tích cực từ các nhà phê bình âm nhạc, trong đó họ ghi nhận sự đồ sộ của một loạt những bản nhạc thành công và để lại nhiều di sản đối với ngành công nghiệp âm nhạc của Madonna, cũng như chứng minh cho hành trình hoạt động nghệ thuật bền bỉ của cô. Đĩa nhạc cũng gặt hái những thành công lớn về mặt thương mại khi thống trị các bảng xếp hạng tại Canada, Đan Mạch, Đức, Ireland, Ý, Mexico và Vương quốc Anh, đồng thời lọt vào top 10 ở tất cả những quốc gia còn lại, bao gồm vươn đến top 5 ở nhiều thị trường nổi bật như Bỉ, Hà Lan, Nhật Bản, New Zealand, Na Uy, Tây Ban Nha, Thụy Điển và Thụy Sĩ. Album ra mắt ở vị trí thứ bảy trên bảng xếp hạng Billboard 200 với 72,000 bản, trở thành album thứ 18 của nữ ca sĩ vươn đến top 10 tại Hoa Kỳ. Tính đến nay, Celebration đã bán được hơn bốn triệu bản trên toàn cầu.
Hai đĩa đơn đã được phát hành từ Celebration. Bài hát chủ đề được chọn làm đĩa đơn mở đường và lọt vào top 10 ở gần 20 quốc gia, đồng thời đánh dấu đĩa đơn quán quân thứ 40 của Madonna trên bảng xếp hạng Billboard Hot Dance Club Songs tại Hoa Kỳ và nhận được đề cử giải Grammy cho Thu âm nhạc dance xuất sắc nhất tại lễ trao giải thường niên lần thứ 52. Đĩa đơn tiếp theo "Revolver" được phát hành ở một số vùng lãnh thổ và chỉ đạt được những thành tích tương đối. Ngoài ra, một bản nhạc khác từ album là "It's So Cool" cũng xuất hiện trên các bảng xếp hạng tại Phần Lan, Ý và Thụy Điển nhờ vào lượt tải nhạc số, trong khi "Broken" được thu âm cho đĩa nhạc nhưng không được sử dụng, và sau đó ra mắt vào năm 2012 dưới dạng đĩa đơn quảng bá phiên bản giới hạn cho những thành viên thuộc câu lạc bộ người hâm mộ.

## Danh sách bài hát
| Celebration – Đĩa 1 | Celebration – Đĩa 1                                                 | Celebration – Đĩa 1                                                                          | Celebration – Đĩa 1                 | Celebration – Đĩa 1 |
| STT                 | Nhan đề                                                             | Sáng tác                                                                                     | Album gốc                           | Thời lượng          |
| ------------------- | ------------------------------------------------------------------- | -------------------------------------------------------------------------------------------- | ----------------------------------- | ------------------- |
| 1.                  | "Hung Up"                                                           | Madonna Stuart Price Björn Ulvaeus Benny Andersson                                           | Confessions on a Dance Floor (2005) | 5:38                |
| 2.                  | "Music"                                                             | Madonna Mirwais Ahmadzaï                                                                     | Music (2000)                        | 3:45                |
| 3.                  | "Vogue" (bản The Immaculate Collection)                             | Madonna Shep Pettibone                                                                       | I'm Breathless (1990)               | 5:16                |
| 4.                  | "4 Minutes" (bản radio, hợp tác với Justin Timberlake và Timbaland) | Madonna Timberlake Timothy Mosley Nate Hills                                                 | Hard Candy (2008)                   | 3:09                |
| 5.                  | "Holiday"                                                           | Curtis Hudson Lisa Stevens                                                                   | Madonna (1983)                      | 6:08                |
| 6.                  | "Everybody" (bản chỉnh sửa 2009)                                    | Madonna                                                                                      | Madonna (1983)                      | 4:10                |
| 7.                  | "Like a Virgin" (bản The Immaculate Collection)                     | Thomas Kelly William Steinberg                                                               | Like a Virgin (1984)                | 3:11                |
| 8.                  | "Into the Groove"                                                   | Madonna Stephen Bray                                                                         | Like a Virgin (1985)                | 4:45                |
| 9.                  | "Like a Prayer"                                                     | Madonna Patrick Leonard                                                                      | Like a Prayer (1989)                | 5:42                |
| 10.                 | "Ray of Light" (bản radio)                                          | Madonna David Atkins Christine Leach Clive Skinner William Orbit                             | Ray of Light (1998)                 | 4:33                |
| 11.                 | "Sorry" (bản đĩa đơn)                                               | Madonna Price                                                                                | Confessions on a Dance Floor (2005) | 3:58                |
| 12.                 | "Express Yourself" (bản remix 2009)                                 | Madonna Bray                                                                                 | Like a Prayer (1989)                | 4:00                |
| 13.                 | "Open Your Heart" (bản The Immaculate Collection)                   | Madonna Gardner Cole Peter Rafelson                                                          | True Blue (1986)                    | 3:51                |
| 14.                 | "Borderline" (bản Q-Sound 2009)                                     | Reggie Lucas                                                                                 | Madonna (1983)                      | 3:59                |
| 15.                 | "Secret" (bản radio)                                                | Madonna Dallas Austin                                                                        | Bedtime Stories (1994)              | 4:28                |
| 16.                 | "Erotica" (bản radio)                                               | Madonna Pettibone Anthony Shimkin                                                            | Erotica (1992)                      | 4:30                |
| 17.                 | "Justify My Love"                                                   | Madonna Ingrid Chavez Lenny Kravitz                                                          | The Immaculate Collection (1990)    | 4:54                |
| 18.                 | "Revolver" (hợp tác với Lil Wayne)                                  | Madonna Dwayne Carter Justin Franks Carlos Centel Battey Steven Andre Battey Brandon Kitchen |                                     | 3:40                |
| Tổng thời lượng:    | Tổng thời lượng:                                                    | Tổng thời lượng:                                                                             | Tổng thời lượng:                    | 79:38               |

| Celebration – Đĩa 2 | Celebration – Đĩa 2                             | Celebration – Đĩa 2                             | Celebration – Đĩa 2                          | Celebration – Đĩa 2 |
| STT                 | Nhan đề                                         | Sáng tác                                        | Album gốc                                    | Thời lượng          |
| ------------------- | ----------------------------------------------- | ----------------------------------------------- | -------------------------------------------- | ------------------- |
| 1.                  | "Dress You Up" (bản chỉnh sửa 2009)             | Andrea La Russo Margaret Stanziale              | Like a Virgin (1984)                         | 4:02                |
| 2.                  | "Material Girl"                                 | Peter Brown Robert Rans                         | Like a Virgin (1984)                         | 4:03                |
| 3.                  | "La Isla Bonita"                                | Madonna Leonard Bruce Gaitsch                   | True Blue (1986)                             | 4:03                |
| 4.                  | "Papa Don't Preach"                             | Brian Elliot Madonna ^[a]                       | True Blue (1986)                             | 4:29                |
| 5.                  | "Lucky Star" (bản Q-Sound 2009)                 | Madonna                                         | Madonna (1983)                               | 3:38                |
| 6.                  | "Burning Up"                                    | Madonna                                         | Madonna (1983)                               | 3:44                |
| 7.                  | "Crazy for You" (bản The Immaculate Collection) | John Bettis Jon Lind                            | Vision Quest (1985)                          | 3:46                |
| 8.                  | "Who's That Girl"                               | Madonna Leonard                                 | Who's That Girl (1987)                       | 4:00                |
| 9.                  | "Frozen"                                        | Madonna Leonard                                 | Ray of Light (1998)                          | 6:18                |
| 10.                 | "Miles Away" (bản radio)                        | Madonna Timberlake Mosley Hills                 | Hard Candy (2008)                            | 3:45                |
| 11.                 | "Take a Bow"                                    | Madonna Kenneth B. Edmonds                      | Bedtime Stories (1994)                       | 5:20                |
| 12.                 | "Live to Tell"                                  | Madonna Leonard                                 | True Blue (1986)                             | 5:51                |
| 13.                 | "Beautiful Stranger"                            | Madonna Orbit                                   | Austin Powers: The Spy Who Shagged Me (1999) | 4:22                |
| 14.                 | "Hollywood"                                     | Madonna Ahmadzaï                                | American Life (2003)                         | 4:23                |
| 15.                 | "Die Another Day"                               | Madonna Ahmadzaï                                | Die Another Day (2002)                       | 4:36                |
| 16.                 | "Don't Tell Me" (bản radio)                     | Madonna Ahmadzaï Joe Henry                      | Music (2000)                                 | 4:11                |
| 17.                 | "Cherish" (bản chỉnh sửa 2009)                  | Madonna Leonard                                 | Like a Prayer (1989)                         | 3:51                |
| 18.                 | "Celebration"                                   | Madonna Paul Oakenfold Ian Green Ciaran Gribbin |                                              | 3:34                |
| Tổng thời lượng:    | Tổng thời lượng:                                | Tổng thời lượng:                                | Tổng thời lượng:                             | 77:54               |

| Celebration – Phiên bản nhạc số (bản nhạc bổ sung) | Celebration – Phiên bản nhạc số (bản nhạc bổ sung) | Celebration – Phiên bản nhạc số (bản nhạc bổ sung) | Celebration – Phiên bản nhạc số (bản nhạc bổ sung) |
| STT                                                | Nhan đề                                            | Sáng tác                                           | Thời lượng                                         |
| -------------------------------------------------- | -------------------------------------------------- | -------------------------------------------------- | -------------------------------------------------- |
| 19.                                                | "Celebration" (Benny Benassi Remix Edit)           | Madonna Oakenfold Green Gribbin                    | 3:58                                               |
| 20.                                                | "It's So Cool"                                     | Madonna Ahmadzaï Monte Pittman                     | 3:27                                               |

| Celebration – Phiên bản một đĩa | Celebration – Phiên bản một đĩa                                     | Celebration – Phiên bản một đĩa     | Celebration – Phiên bản một đĩa     | Celebration – Phiên bản một đĩa |
| STT                             | Nhan đề                                                             | Sáng tác                            | Album gốc                           | Thời lượng                      |
| ------------------------------- | ------------------------------------------------------------------- | ----------------------------------- | ----------------------------------- | ------------------------------- |
| 1.                              | "Hung Up"                                                           | Madonna Price Ulvaeus Andersson     | Confessions on a Dance Floor (2005) | 5:36                            |
| 2.                              | "Music"                                                             | Madonna Ahmadzaï                    | Music (2000)                        | 3:45                            |
| 3.                              | "Vogue"                                                             | Madonna Pettibone                   | I'm Breathless (1990)               | 5:16                            |
| 4.                              | "4 Minutes" (bản radio, hợp tác với Justin Timberlake và Timbaland) | Madonna Timberlake Mosley Hills     | Hard Candy (2008)                   | 3:09                            |
| 5.                              | "Holiday"                                                           | Hudson Stevens                      | Madonna (1983)                      | 6:08                            |
| 6.                              | "Like a Virgin" (bản The Immaculate Collection)                     | Kelly Steinberg                     | Like a Virgin (1984)                | 3:12                            |
| 7.                              | "Into the Groove"                                                   | Madonna Bray                        | Like a Virgin (1985)                | 4:45                            |
| 8.                              | "Like a Prayer"                                                     | Madonna Leonard                     | Like a Prayer (1989)                | 5:42                            |
| 9.                              | "Ray of Light" (bản radio)                                          | Madonna Atkins Leach Skinner Orbit  | Ray of Light (1998)                 | 4:33                            |
| 10.                             | "La Isla Bonita"                                                    | Madonna Leonard                     | True Blue (1986)                    | 4:02                            |
| 11.                             | "Frozen" (bản radio)                                                | Madonna Leonard                     | Ray of Light (1998)                 | 5:10                            |
| 12.                             | "Material Girl"                                                     | Brown Robert Rans                   | Like a Virgin (1984)                | 4:00                            |
| 13.                             | "Papa Don't Preach"                                                 | Elliot Madonna ^[a]                 | True Blue (1986)                    | 4:29                            |
| 14.                             | "Lucky Star" (bản Q-Sound 2009)                                     | Madonna                             | Madonna (1983)                      | 3:38                            |
| 15.                             | "Express Yourself" (bản remix 2009)                                 | Madonna Bray                        | Like a Prayer (1989)                | 3:59                            |
| 16.                             | "Open Your Heart" (bản The Immaculate Collection)                   | Madonna Cole Rafelson               | True Blue (1986)                    | 3:51                            |
| 17.                             | "Dress You Up" (bản chỉnh sửa 2009)                                 | La Russo Stanziale                  | Like a Virgin (1984)                | 4:02                            |
| 18.                             | "Celebration"                                                       | Madonna Oakenfold Ian Green Gribbin |                                     | 3:35                            |
| Tổng thời lượng:                | Tổng thời lượng:                                                    | Tổng thời lượng:                    | Tổng thời lượng:                    | 78:47                           |

Ghi chú
- ^[a]  nghĩa là sản xuất bổ sung

## Xếp hạng
| Bảng xếp hạng (2009–2010)                | Vị trí cao nhất |
| ---------------------------------------- | --------------- |
| Album Argentina (CAPIF)                  | 2               |
| Album Úc (ARIA)                          | 6               |
| Album Áo (Ö3 Austria)                    | 4               |
| Album Bỉ (Ultratop Vlaanderen)           | 1               |
| Album Bỉ (Ultratop Wallonie)             | 2               |
| Album Canada (Billboard)                 | 1               |
| Album Croatia Quốc tế (HDU)              | 1               |
| Album Cộng hòa Séc (ČNS IFPI)            | 1               |
| Album Đan Mạch (Hitlisten)               | 1               |
| Album Hà Lan (Album Top 100)             | 2               |
| Album Châu Âu (Billboard)                | 1               |
| Album Phần Lan (Suomen virallinen lista) | 2               |
| Album Pháp Tổng hợp (SNEP)               | 1               |
| Album Đức (Offizielle Top 100)           | 1               |
| Album Hungaria (MAHASZ)                  | 2               |
| Album Ireland (IRMA)                     | 1               |
| Album Ý (FIMI)                           | 1               |
| Album Nhật Bản (Oricon)                  | 3               |
| Album Mexico (Top 100 Mexico)            | 1               |
| Album New Zealand (RMNZ)                 | 2               |
| Album Na Uy (VG-lista)                   | 3               |
| Album Ba Lan (ZPAV)                      | 3               |
| Album Bồ Đào Nha (AFP)                   | 2               |
| Album Nga (2M)                           | 1               |
| Album Scotland (OCC)                     | 1               |
| Album Nam Phi (RSG)                      | 7               |
| Album Tây Ban Nha (PROMUSICAE)           | 2               |
| Album Thụy Điển (Sverigetopplistan)      | 2               |
| Album Thụy Sĩ (Schweizer Hitparade)      | 3               |
| Album Anh Quốc (OCC)                     | 1               |
| Album Hoa Kỳ Billboard 200               | 7               |

| Bảng xếp hạng (2009)                 | Vị trí cao nhất |
| ------------------------------------ | --------------- |
| Album Uruguay (CUDISCO)              | 9               |
| Bảng xếp hạng (2024)                 | Vị trí cao nhất |
| Album Croatia Quốc tế Đĩa than (HDU) | 6               |

| Bảng xếp hạng (2009)                     | Vị trí |
| ---------------------------------------- | ------ |
| Album Úc (ARIA)                          | 73     |
| Album Bỉ (Ultratop Flanders)             | 23     |
| Album Bỉ (Ultratop Wallonia)             | 47     |
| Album Đan Mạch (Hitlisten)               | 29     |
| Album Hà Lan (Album Top 100)             | 59     |
| Album Châu Âu (Billboard)                | 19     |
| Album Phần Lan (Suomen virallinen lista) | 2      |
| Album Đức (Offizielle Top 100)           | 63     |
| Album Hungaria (MAHASZ)                  | 29     |
| Album Ý (FIMI)                           | 21     |
| Album Nhật Bản (Oricon)                  | 47     |
| Album Mexico (Top 100 Mexico)            | 30     |
| Album Ba Lan (ZPAV)                      | 27     |
| Album Thụy Điển (Sverigetopplistan)      | 46     |
| Album Thụy Sĩ (Schweizer Hitparade)      | 61     |
| Album Anh Quốc (OCC)                     | 40     |
| Bảng xếp hạng (2010)                     | Vị trí |
| Album Châu Âu (Billboard)                | 99     |
| Album Ý (FIMI)                           | 88     |
| Bảng xếp hạng (2012)                     | Vị trí |
| Album Ý (FIMI)                           | 92     |

## Chứng nhận
| Quốc gia | Chứng nhận  | Số đơn vị/doanh số chứng nhận |
| --- | ----------- | ----------------------------- |
| Argentina (CAPIF) | Vàng        | 20.000^                       |
| Úc (ARIA) | Vàng        | 35.000^                       |
| Bỉ (BEA) | Bạch kim    | 30.000*                       |
| Brasil (Pro-Música Brasil) | 2× Bạch kim | 120.000*                      |
| Costa Rica | Vàng        | 5,000                         |
| Đan Mạch (IFPI Đan Mạch) | 2× Bạch kim | 40.000‡                       |
| Phần Lan (Musiikkituottajat) | Bạch kim    | 29,416                        |
| Pháp (SNEP) | Bạch kim    | 100.000*                      |
| GCC (IFPI Trung Đông) | Bạch kim    | 6.000*                        |
| Đức (BVMI) | Bạch kim    | 300.000^                      |
| Ireland (IRMA) | Bạch kim    | 15.000^                       |
| Ý (FIMI) | 3× Bạch kim | 150.000‡                      |
| Nhật Bản (RIAJ) | Bạch kim    | 250.000^                      |
| México (AMPROFON) | Bạch kim    | 60.000^                       |
| New Zealand (RMNZ) | Bạch kim    | 15.000‡                       |
| Ba Lan (ZPAV) | Bạch kim    | 20.000*                       |
| Bồ Đào Nha (AFP) | Vàng        | 10.000^                       |
| Nga (NFPF) | Bạch kim    | 20.000*                       |
| Tây Ban Nha (PROMUSICAE) | Vàng        | 30.000^                       |
| Thụy Điển (GLF) | Bạch kim    | 40.000^                       |
| Thụy Sĩ (IFPI) | Bạch kim    | 30.000^                       |
| Anh Quốc (BPI) | 2× Bạch kim | 666,000                       |
| Hoa Kỳ (RIAA) | Vàng        | 500.000^                      |
| Tổng hợp |             |                               |
| Châu Âu (IFPI) | Bạch kim    | 1.000.000*                    |
| Toàn cầu | —           | 4,000,000                     |
| * Chứng nhận dựa theo doanh số tiêu thụ. ^ Chứng nhận dựa theo doanh số nhập hàng. ‡ Chứng nhận dựa theo doanh số tiêu thụ và phát trực tuyến. |             |                               |

## Lịch sử phát hành
| Quốc gia       | Ngày              | Định dạng | Hảng đĩa             |
| -------------- | ----------------- | --------- | -------------------- |
| Úc             | 18 tháng 9, 2009  | 1-CD 2-CD | Warner Bros. Records |
| Ý              | 18 tháng 9, 2009  | 1-CD 2-CD | Warner Bros. Records |
| Vương quốc Anh | 18 tháng 9, 2009  | 1-CD 2-CD | Warner Bros. Records |
| Brazil         | 21 tháng 9, 2009  | 1-CD 2-CD | Warner Bros. Records |
| Phần Lan       | 23 tháng 9, 2009  | 1-CD 2-CD | Warner Bros. Records |
| Hoa Kỳ         | 28 tháng 9, 2009  | 1-CD 2-CD | Warner Bros. Records |
| Úc             | 18 tháng 9, 2009  | DVD       | Warner Bros. Records |
| Brazil         | 21 tháng 9, 2009  | DVD       | Warner Bros. Records |
| Colombia       | 29 tháng 9, 2009  | DVD       | Warner Bros. Records |
| Hoa Kỳ         | 29 tháng 9, 2009  | DVD       | Warner Bros. Records |
| Hoa Kỳ         | 22 tháng 12, 2009 | LP        | Warner Bros. Records |
| Nhiều          | 1 tháng 3, 2024   | LP        | Warner Rhino         |